# Finale de la Coupe du monde de football 1954
Vous lisez un « bon article » labellisé en 2015.
Pour les articles homonymes, voir Miracle de Berne.
La finale de la Coupe du monde de football 1954, connue sous le surnom de « Miracle de Berne » (en allemand : Das Wunder von Bern), est le match de football concluant la cinquième édition de la Coupe du monde, organisée en Suisse. Elle a lieu le 4 juillet 1954 au Stade du Wankdorf, à Berne. L'Allemagne de l'Ouest s'impose face à la Hongrie par trois buts à deux, déjouant alors tous les pronostics.
L'équipe de Hongrie, invaincue depuis 31 matchs, est la favorite indiscutable de la rencontre. Elle commence à son avantage avec deux buts inscrits dans les dix premières minutes, mais un retour inattendu de l'équipe d'Allemagne porte rapidement le score à 2-2. Dans les ultimes minutes du match, « verrouillé », un but « miraculeux » de Helmut Rahn donne l'avantage aux Allemands, sacrés champions du monde de football pour la première fois.
Cette victoire, considérée « injuste » par une grande partie de l'opinion en dehors d'Allemagne, a un fort retentissement symbolique car elle incarne le renouveau politique, économique et identitaire de l'Allemagne de l'Ouest, toujours profondément meurtrie par la Seconde Guerre mondiale. Il s'agit de surcroît d'une victoire symbolique du Bloc occidental sur le Bloc de l'Est dans un contexte de Guerre froide.

## Contexte

### Contexte historique: l'après-guerre

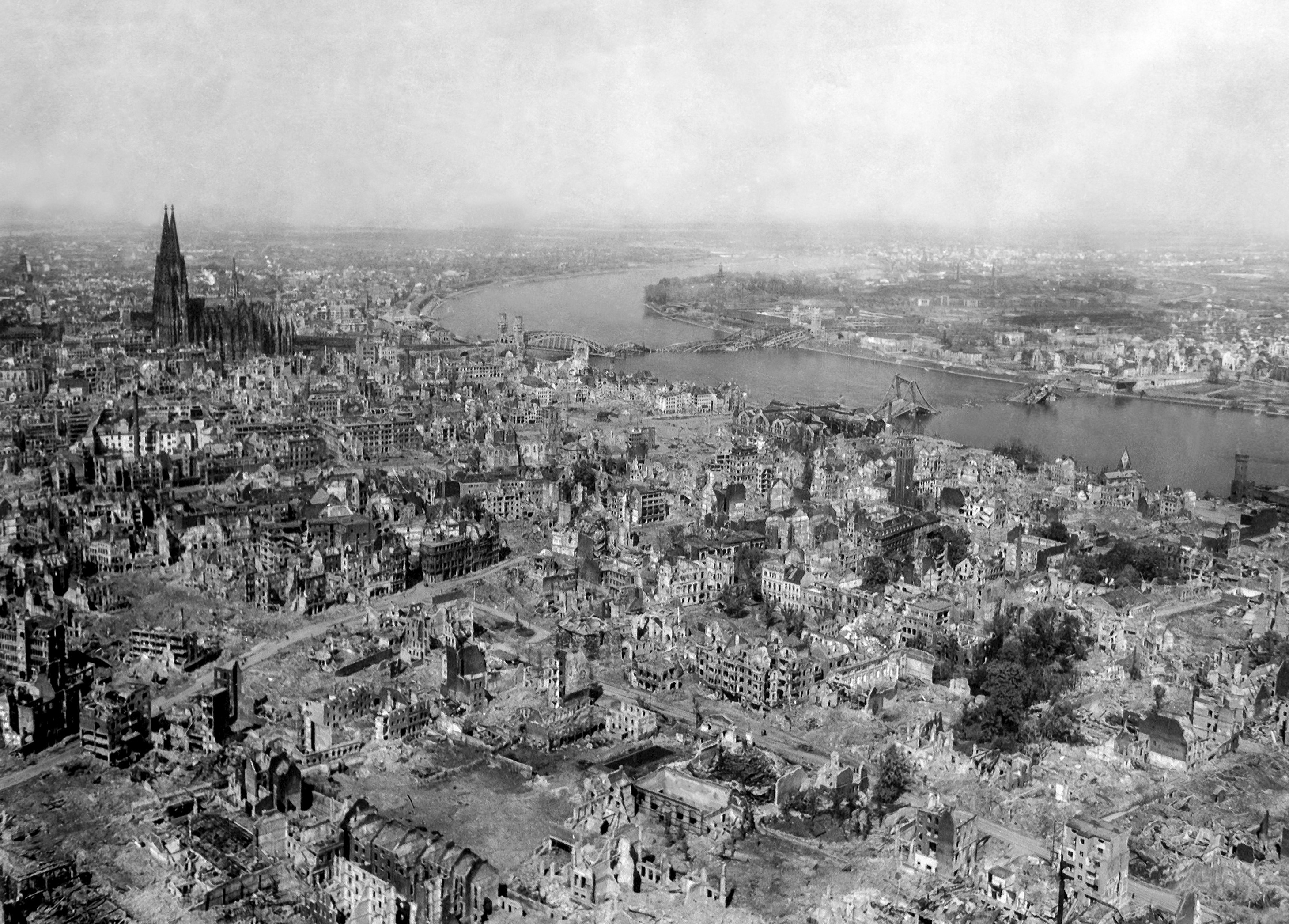
Cologne en 1945.

Ce tournoi s'inscrit dans le contexte de l'après-guerre. Après l'édition de 1950 organisée par le Brésil, il marque le retour de la Coupe du monde de football en Europe. En 1954, le continent continue sa reconstruction après la Seconde Guerre mondiale, cette dernière ayant débouché sur de nouveaux équilibres mondiaux sur les plans économique et politique, et par conséquent sportif. Restée neutre pendant la guerre, la Suisse a adopté progressivement à partir de 1938 une économie de guerre, marquée notamment par les efforts du plan Wahlen pour augmenter la production agricole et réduire la dépendance aux exportations des pays de l'Axe. Après la guerre, l'économie du pays, assez préservée par les combats, connaît une forte croissance,, de sorte qu'en 1946, la Suisse est l'unique candidat à l'organisation de ce tournoi.
Détruite après la défaite du Troisième Reich et dévastée tant par les combats que par les bombardements alliés, l'Allemagne compte 14 millions de sans-abris,. La population vit dans la misère et nombre de soldats allemands sont encore prisonniers en URSS. À l'issue de la conférence de Potsdam, le processus de dénazification est décidé. La conférence de Yalta, en février 1945, détaille quant à elle le plan d'occupation de l'Allemagne : une partie de la province de Prusse-Orientale est annexée par l'URSS, les provinces s'étendant au-delà de la ligne Oder-Neisse sont cédées à la Pologne, tandis que le reste du territoire est partagé sous occupation soviétique, française, britannique et américaine, la Sarre et Berlin possédant des statuts particuliers.
Le 2 décembre 1946, les zones d'occupation américaine et britannique fusionnent. En 1948, la zone française rejoint la nouvelle administration, dès lors nommée Trizone. En septembre 1948, le conseil parlementaire allemand nouvellement élu et dirigé par Konrad Adenauer commence ses travaux qui aboutissent le 23 mai 1949 sur la fondation de la République fédérale allemande. En réaction, l'URSS favorise la création d'une république populaire dans sa zone d'occupation, concrétisée en octobre 1949 avec la fondation de la République démocratique allemande.

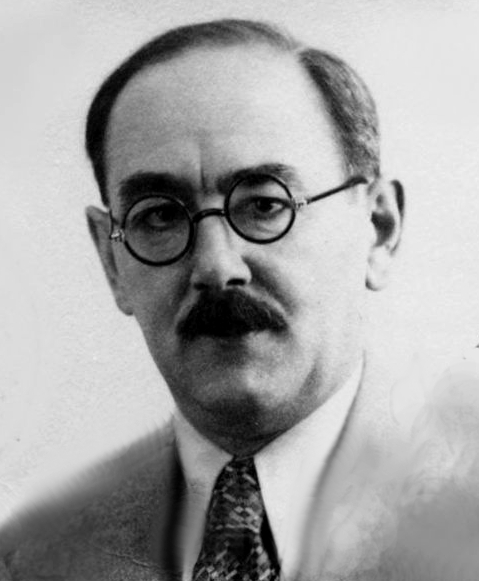
Imre Nagy, président du Conseil des ministres de Hongrie de 1953 à 1955.

La Hongrie, entrée en guerre aux côtés de l'Allemagne nazie en 1941, est occupée par celle-ci en 1944 puis libérée par l'Armée rouge. En avril 1945, le maréchal soviétique Kliment Vorochilov est nommé provisoirement à la tête du pays. Celui-ci fait pression pour que, malgré leur faible représentation à l'assemblée élue en novembre (17% des sièges), les communistes obtiennent des postes au gouvernement. En février, la monarchie est officiellement abolie au profit de la Deuxième République de Hongrie. Le pays vit alors une hyperinflation tandis que la signature du traité de Paris en 1947 est majoritairement mal vécue par la population.
Le leader communiste Mátyás Rákosi accuse ses opposants et notamment les conservateurs du Parti civique indépendant des petits propriétaires et des travailleurs agraires (FKgP) d'être responsables des difficultés économiques du pays. En éliminant ses adversaires un par un selon, ce qu'il appelle lui-même, « la tactique du salami », il instaure la République populaire de Hongrie en 1949. Il continue ses purges politiques et consacre ainsi son pays comme un membre important du Bloc de l'Est. La mort de Joseph Staline en 1953 entraîne toutefois le remplacement de Rakosi au poste de Premier ministre par Imre Nagy. Celui-ci engage des réformes pour un retour à la « légalité socialiste », tout en conservant un régime très dur.
Durant la période précédant immédiatement la Coupe du monde de football de 1954, les deux pays s'opposent ainsi indirectement dans le cadre de la Guerre froide.

### Contexte sportif

#### L'esprit de Spiez
L'équipe nationale allemande est connue aujourd'hui pour ses choix souvent judicieux concernant l'hébergement de l'équipe au cours des championnats du monde de football. Cette réputation a été fondée en 1954. À l'époque, le Onze d'Herberger a pris ses quartiers à Spiez, sur le lac de Thoune. L'esprit de Spiez, dont on parle beaucoup ici, y a été développé, ce qui veut dire qu'il aura une grande part dans le succès de la Coupe du Monde. Le co-entraîneur allemand était à cette époque Albert Sing. Sing était alors l'entraîneur du BSC Young Boys et avait des connaissances en Suisse. Il avait des parents à Spiez, qui y possédaient un hôtel. Sing a demandé à ses proches si l'équipe nationale allemande pouvait rester à l'hôtel Belvédère. Après une longue hésitation, la direction de l'hôtel a finalement accepté. L'équipe allemande s'est rendue à Spiez à la fin du mois de mai 1954. Le plan d'Herberger prévoit que l'équipe devrait être protégé du monde extérieur. La presse et les épouses ou amis n'étaient pas autorisés au siège de l'équipe. Le principe directeur de l'entraîneur était que l'équipe ne pouvait être qu'une communauté. Cette communauté est née à l'hôtel de l'équipe à Spiez. Le programme a non seulement fourni une formation, mais a également encouragé la communauté. Des excursions communes dans la région et des jeux de cartes ont favorisé le tissu social. Herberger a également mené des entretiens individuels avec chaque joueur afin de les adapter psychologiquement aux tâches à venir. Le fait que Herberger ait effectivement formé une communauté dans le sens de « tous pour un - un pour tous », c'est-à-dire l'équipe dans le sens le plus primordial, peut être considéré comme décisif pour la réalisation du jeu final,,.

#### Fritz-Walter-Wetter
Fritz Walter était le meilleur footballeur en Allemagne dans les années 1950. Il a été capitaine de l'équipe nationale lors de la victoire en 1954 et a joué un total de 61 matchs internationaux pour l'Allemagne, dans lesquels il a marqué 33 buts.
Comme beaucoup d'autres hommes de l'année 1920, Fritz Walter a également été impliqué dans la Seconde Guerre mondiale. Bien que Herberger ait pu obtenir des privilèges pour ses joueurs, les joueurs nationaux n'ont pas été épargnés par l'effort de guerre, et Walter a dû servir comme fantassin en France. Après la guerre, il est tombé dans la guerre soviétique. Là, Walter fut touché par le  paludisme, une maladie caractérisée par une forte fièvre, et dans les jours qui suivirent la fin de la guerre, il apparut souvent avec les prisonniers de guerre. À la suite de cette maladie qu'est le paludisme, il pouvait seulement montrer sa meilleure performance par temps de pluie, ce qui explique pourquoi il fut bientôt appelé Fritz-Walter-Wetter (météo). Pendant sa captivité, Walter a également nié le "jeu de sa vie", comme il l'a appelé plus tard. Affaibli par la maladie, il a joué au football avec les soldats hongrois et slovaques. Ils ont reconnu le joueur de l'équipe nationale allemande et l'ont présenté au commandant du camp soviétique, le major Joukov. Aussi, un grand fan de football, Schukow Walter et son jeune frère Ludwig l'ont sauvé avant un transport à un goulag sibérien. Déjà le 28 octobre 1945, les frères sont retournés à Kaiserslautern. La veille de la finale à Berne, un journaliste hongrois a visité le camp de l'équipe allemande à Spiez. Là, il a demandé à Sepp Herberger s'il croyait vraiment que son équipe avait une chance contre les Hongrois en finale. Herberger a dit que la rencontre Allemagne - Hongrie était un jeu de football, mais les choses pourraient être différentes s'il pleuvait le 4 juillet. Le matin de la finale, les joueurs ont levé les yeux au ciel, mais il n'y a pas eu de pluie. Ce n'est qu'à la descente de Spiez à l'heure du midi que les premières gouttes de pluie tombèrent. C'était la météo de Fritz, comme on l'appelait dans le dialecte des vainqueurs. Sur le chemin de la finale, Sepp Herberger a dit à son capitaine, "Fritz, votre météo." Walter a répondu, "Boss, je n'ai rien contre.",,

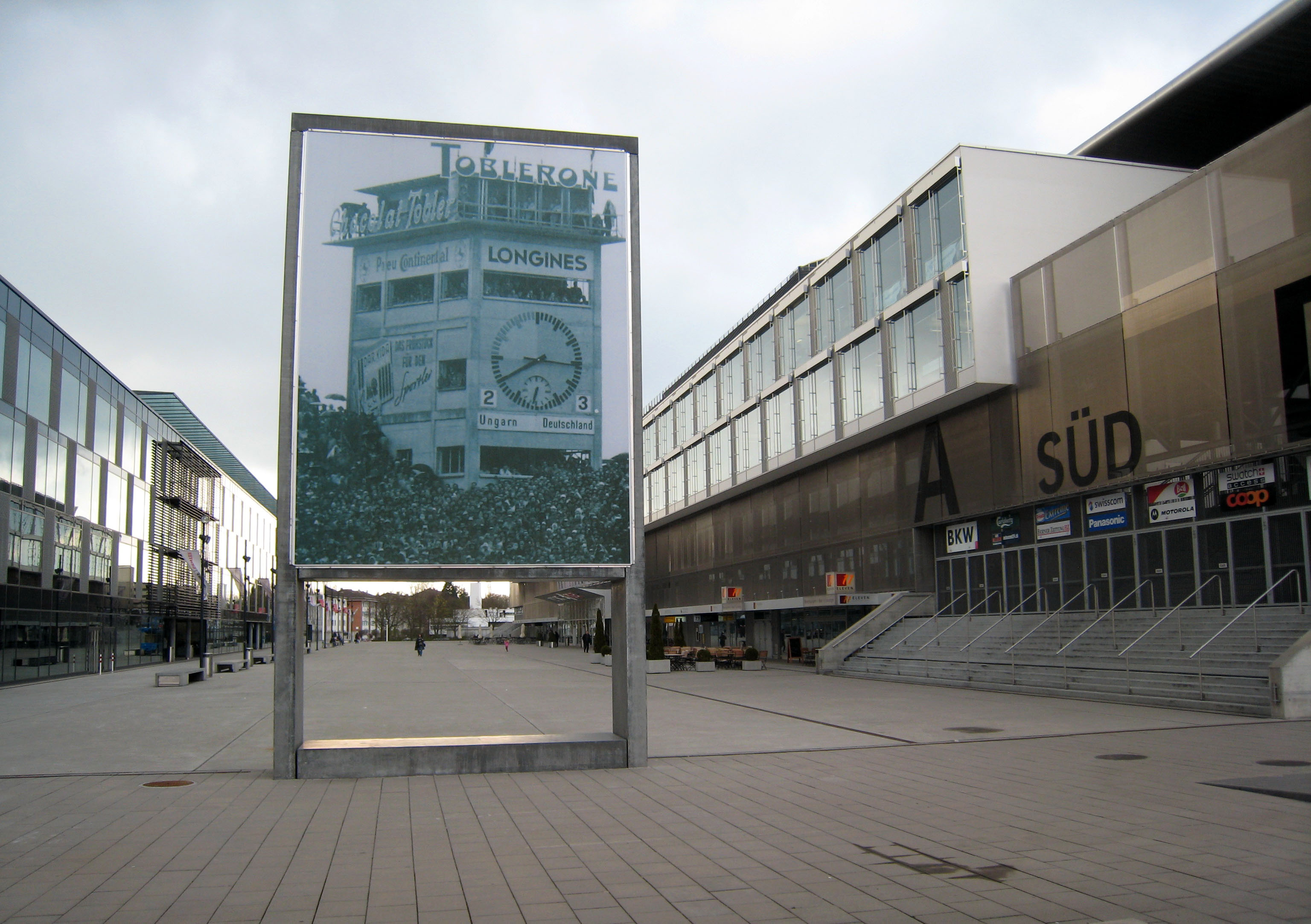
Le célèbre image du beffroi, où la foule se presse, orne aujourd'hui l'arrière de l'horloge restaurée devant le Stade de Suisse.

#### L'état des forces avant le tournoi
Le tournoi de 1954 est la cinquième édition de la Coupe du monde de football. Il se tient en Suisse du 16 juin au 4 juillet 1954. Cette édition adopte un système particulier, les deux têtes de série de chaque poule ne s'affrontant pas.
La sélection hongroise, invaincue depuis quatre ans et première à avoir battu l'Angleterre sur ses terres, un an plus tôt à Wembley, est considérée comme la meilleure du moment et la grande favorite du tournoi. Les autres favoris sont l'Uruguay, tenant du titre, et le Brésil, finaliste de l'édition précédente.
L'Allemagne, occupée par les Alliés depuis 1945, s'est vue interdite de participation aux Jeux olympiques de 1948 et est exclue par la FIFA en 1945 en conséquence de la Seconde Guerre mondiale. Sa fédération de football n'existe plus et le pays n'a plus d'équipe nationale. Quand la DFB est restaurée en juillet 1949 dans la foulée de la constitution de la République fédérale d'Allemagne dont elle dépend, les inscriptions pour la Coupe du monde 1950 sont déjà closes. La DFB réintègre la FIFA en 1950 juste après la fin de la Coupe du monde et l'équipe nationale retrouve le terrain pour un match amical à la fin de cette même année pour la première fois depuis 1942. La Coupe du monde de 1954 est donc la première grande compétition à laquelle elle participe depuis la Coupe du monde de 1938 en France. Entrant dans le tournoi en manque de repères vis-à-vis des grandes équipes, l'Allemagne affiche des ambitions modestes.

#### Parcours des deux équipes

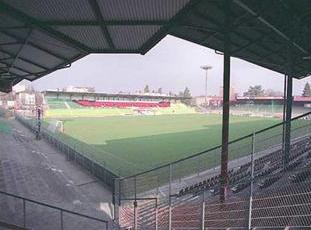
Le stade des Charmilles, où la RFA bat la Yougoslavie en quarts de finale.

Dans les tours préliminaires, la Hongrie se qualifie sans jouer à la suite du forfait de l'équipe de Pologne. La République fédérale d'Allemagne se qualifie aux dépens de la Sarre et de la Norvège. Sur les quatre matchs disputés, elle en gagne trois et fait un match nul, en Norvège.
En Suisse, le tirage au sort affecte les deux sélections au même groupe 2. La Hongrie, grande favorite de la compétition et dont le jeu et les résultats impressionnent, est logiquement tête de série. Ce n'est pas le cas de l'Allemagne qui doit encore retrouver son rang dans l'élite mondiale, après huit ans d'interruption pour son équipe nationale entre 1942 et 1950. L'autre tête de série est une surprise : il s'agit de la Turquie qui hérite en fait de la position réservée à l'Espagne, équipe éliminée au tirage au sort face aux Turcs en phase préliminaire. La quatrième équipe est la Corée du Sud. Le 17 juin, la Hongrie bat la Corée du Sud 9-0 et l'Allemagne bat la Turquie 4-1. Le 20 juin, la Hongrie affronte la République fédérale d'Allemagne. Le sélectionneur Sepp Herberger fait le choix stratégique de préserver ses joueurs et décide par conséquent de ne pas aligner sa meilleure équipe face au onze magyar, estimant bien trop faibles les chances d'accrocher l'équipe favorite et de se qualifier ainsi directement pour les quarts de finale. Les Hongrois l'emportent largement, 8-3 et obtiennent la qualification après deux matchs,. Comme prévu, la RFA qui a ménagé son effectif dispute et remporte ensuite le match d'appui contre la Turquie, qu'elle bat de nouveau facilement (7-2) et accède aux quarts de finale.
Première de son groupe, la Hongrie rencontre en quarts de finale le Brésil (désigné deuxième du groupe 1 par tirage au sort). Le match, particulièrement violent et éprouvant, est surnommé a posteriori la « bataille de Berne ». Les Magyars battent les Brésiliens 4-2 au bout de cette rencontre très physique. En demi-finale, les Hongrois affrontent l'équipe d'Uruguay, tenante du titre et qui n'a encore jamais perdu le moindre match en Coupe du Monde. Le match, très disputé entre les deux favoris du tournoi, se distingue par une qualité du jeu exceptionnelle et s'achève au bout de la prolongation par la victoire hongroise 4-2. La Hongrie se qualifie pour sa seconde finale, après celle de 1938. Les Hongrois, impressionnants tout au long de la compétition, ont confirmé leur statut de favoris, mais ont laissé énormément de forces dans ces deux rencontres à élimination directe contre les coriaces sud-américains.
Le parcours jusqu'en finale est paradoxalement plus simple pour les Allemands qui ont finalement moins puisé dans leurs réserves. En quart de finale, l'Allemagne de l'Ouest monte en régime contre une bonne équipe de Yougoslavie et l'emporte 2-0. En demi-finale, elle confirme sa progression en écrasant 6-1 l'Autriche, qui « s'effondre en seconde période ». La RFA se qualifie donc pour sa première finale mais n'est pas favorite pour le titre mondial, face à une équipe qui l'a largement battue au premier tour.
Invaincue depuis 31 matchs et pratiquant un football technique, la Hongrie avait largement la faveur des pronostics d'avant match.

Les finalistes
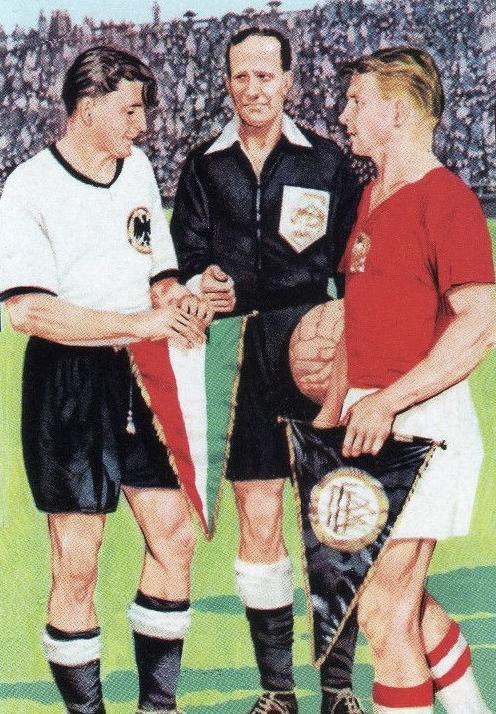
Les deux capitaines Walter (G.), et Puskàs (D.); au centre l'arbitre Orlandini.
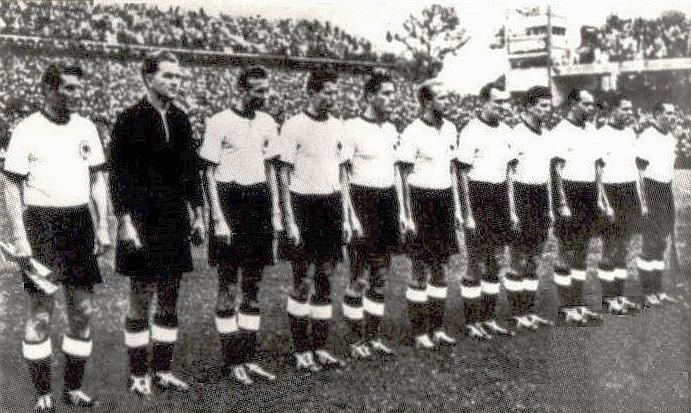
L'équipe d'Allemagne 1954;
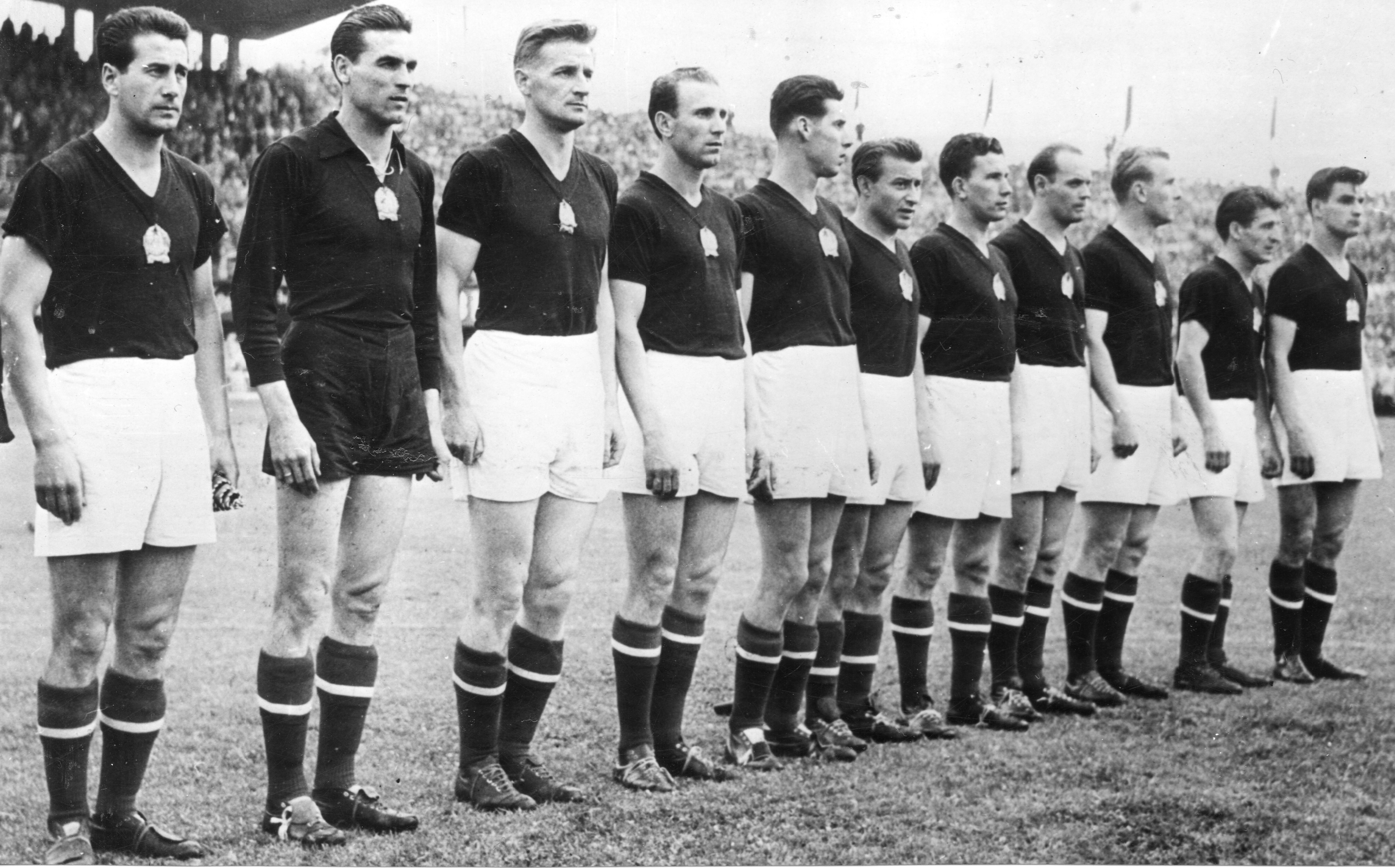
L'équipe de Hongrie 1954.

## Finale

### Feuille de match
| 4 juillet 1954 17h00      | Allemagne de l'Ouest                                           | 3 - 2   | Hongrie                         | Stade du Wankdorf, Berne                                            |                                                                     |
| Historique des rencontres | ( Rahn) Morlock 10e · ( Walter) Rahn 18e · ( Schäfer) Rahn 84e | (2 - 2) | 6e Puskás (Kocsis ) · 8e Czibor | Spectateurs : 62 471 · Arbitrage : William Ling · Photos du match · | Spectateurs : 62 471 · Arbitrage : William Ling · Photos du match · |
| Historique des rencontres | (Rapport)                                                      |         |                                 | Spectateurs : 62 471 · Arbitrage : William Ling · Photos du match · | Spectateurs : 62 471 · Arbitrage : William Ling · Photos du match · |

|  | Titulaires : Anton Turek Josef Posipal Werner Kohlmeyer Horst Eckel Werner Liebrich Karl Mai Helmut Rahn Maximilian Morlock Ottmar Walter Fritz Walter Hans Schäfer Entraîneur : Sepp Herberger | Finale de la Coupe du monde 1954 |  | Titulaires : Gyula Grosics Jenő Buzánszky Mihály Lantos József Bozsik Gyula Lóránt József Zakariás Zoltán Czibor Sándor Kocsis Nándor Hidegkuti Ferenc Puskás Mihaly Tóth Entraîneur : Gusztáv Sebes |

| Arbitres assistants : Vincenzo Orlandini Benjamin Griffiths |

### Un engouement populaire inédit
La finale de 1954 entraîne un engouement inédit tant en Suisse, en Allemagne de l'Ouest et en Hongrie que dans les autres pays. À Berne, le Stade du Wankdorf est officiellement rempli par 62 471 spectateurs. Parmi eux, environ 30 000 Allemands font le déplacement pour encourager leur équipe nationale. Le match est le quatrième de la compétition au Stade du Wankdorf et de loin le plus attrayant : à titre de comparaison, le match d'ouverture entre l'équipe d'Uruguay, tenante du titre, et l'équipe de Tchécoslovaquie n'attire que 20 000 spectateurs.
Pour la première fois, des centaines de milliers de téléspectateurs suivent le match à la télévision, pourtant encore peu implantée en ce milieu des années 1950. Cependant, la majorité des Allemands suivent le match à la radio : près de 50 millions de personnes écoutent le déroulement du match en direct grâce aux commentaires du journaliste de la Norddeutscher Rundfunk, Herbert Zimmermann. Ce dernier ouvre la rencontre par ces mots : « Deutschland im Endspiel der Fußballweltmeisterschaft – das ist eine Riesen-Sensation – das ist ein echtes Fußballwunder », soit « L'Allemagne en finale de la Coupe du monde de football, c'est une immense sensation, c'est un vrai miracle du football ».

### Déroulement de la rencontre

#### Première mi-temps

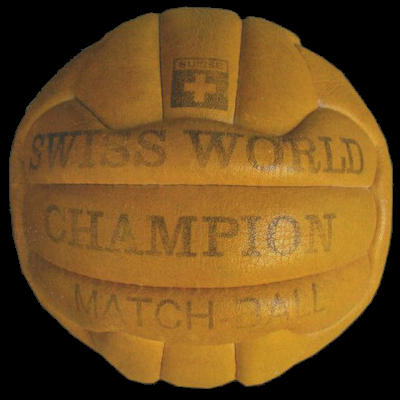
Ballon de la finale.

Le match commence sous une pluie battante. Après une première parade de Gyula Grosics sur une tête de Morlock, les favoris hongrois confirment très rapidement leur statut grâce à un but de Ferenc Puskás à la sixième minute reprenant une première frappe déviée de Sándor Kocsis, suivi dès la huitième minute par une réalisation de Zoltán Czibor profitant d'une mésentente entre le défenseur Werner Kohlmeyer et le gardien de but allemand. Ainsi, dès le début du match, l'équipe de Hongrie mène 2-0. À la dixième minute, mu par « le courage du désespoir », Helmut Rahn attaque par le côté gauche pour l'Allemagne ; Max Morlock récupère en évitant le marquage de Gyula Lóránt et marque, réduisant ainsi l'écart à 2-1. Les joueurs hongrois sont abasourdis par ce but et mettent du temps à reprendre leurs marques sur le terrain.
L'égalisation allemande est régulièrement qualifiée de « meilleur retour de l'histoire de la Coupe du monde » : à la 18e minute, Fritz Walter tire un corner pour l'équipe d'Allemagne, à la suite d'une action déviée par Buzánszky sur le côté gauche. La balle, jouée en hauteur, atteint Helmut Rahn qui profite d'un mauvais marquage pour envoyer la balle au fond du but de Grosics sans que celui-ci ne puisse réagir ; en dix minutes l'Allemagne a remonté deux buts, le score est porté à 2-2.
Les Hongrois, bien que « chancelants », poussent les Allemands vers la défensive, sans pour autant réussir à marquer. À la 20e minute, Fritz Walter arrête une action de Czibor, qui est proche de marquer en passant par le couloir droit. À la 23e minute, Turek arrête d'un « réflexe incroyable » un tir de Hidegkuti. À la 26e minute, Hidegkuti neutralise la défense allemande et le gardien Turek, mais son tir est renvoyé par le poteau du but allemand. Quelques minutes plus tard, c'est Morlock qui s'engouffre dans le couloir droit pour l'Allemagne, passant à Ottmar Walter, puis à Fritz Walter, ce dernier voyant sa balle à destination de Schäffer interceptée,
Les exploits de Turek permettent à l'Allemagne de conserver le score nul à la pause. Le commentateur sportif Herbert Zimmermann s'écrie après l'une de ces actions « Turek du bist ein Teufelskerl. Turek du bist ein Fußballgott » (en français : « Turek tu es une espèce de diable. Turek tu es un Dieu du football »).

#### Deuxième mi-temps

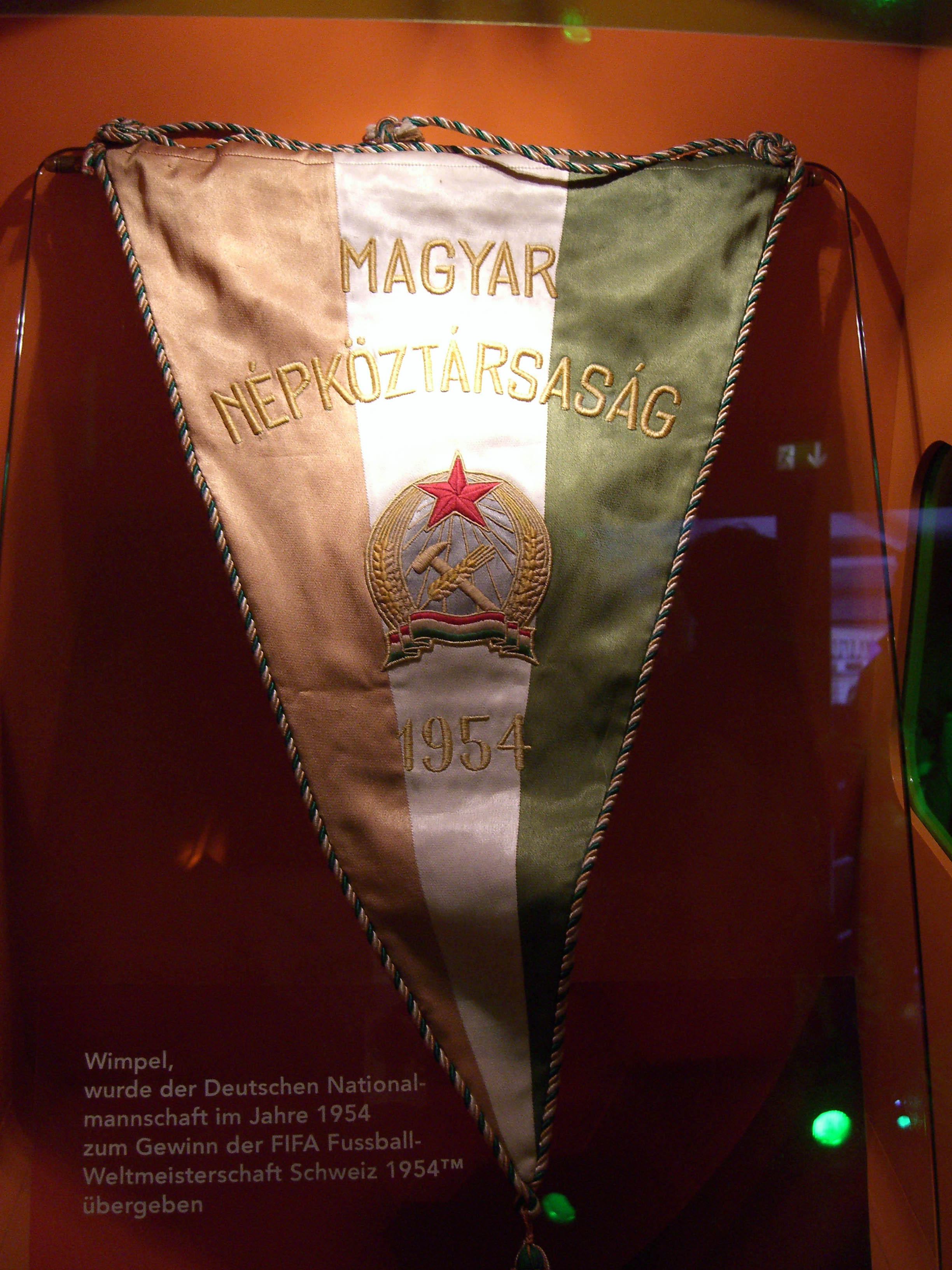
Fanion de l'équipe hongroise.

La deuxième mi-temps commence avec des attaques intenses de la part de l'équipe de Hongrie, qui domine clairement le jeu. À la 46e minute, un tir de Czibor est dévié par Liebrich, avant que Turek ne le rattrape. Une minute plus tard, Puskás tire depuis les huit-mètres, mais encore une fois, Turek dévie. À la 51e minute, à la suite d'un centre de Kocsis, Liebrich neutralise Puskás avant qu'il n'arme sa frappe ; un autre centre de Czibor est ensuite dégagé par Kohlmeyer. Quatre minutes plus tard, Posipal puis Kohlmeyer dégagent le ballon alors qu'ils sont sur la ligne de but allemande. À la 59e minute, Kocsis frappe à nouveau de la tête, mais sa tentative est repoussée par la barre transversale.
Le rythme ralentit à partir de la 54e minute. Le jeu devient plus physique, à l'exemple des tacles de Czibor contre Morlock, puis Rahn. Le match reste cependant d'un grand niveau et les deux équipes enchaînent les actions « pour le plus grand plaisir des spectateurs ». À la 67e minute, à la suite d'une « feinte stupéfiante de Kocsis », Puskas frappe et trouve le cadre, mais le ballon est puissamment dégagé par le gardien allemand. À la 73e minute, un corner est accordé à l'équipe d'Allemagne. Le ballon, récupéré par Fritz Walter, est cadré par Rahn, mais Grosics repousse la balle. La possession de balle est alors globalement allemande. Cependant, quelques minutes plus tard, Czibor réussit une contre-attaque soudaine, arrêtée par Turek. Hidegkuti, qui avait récupéré le ballon, tire à côté.
Jusqu'en toute fin de rencontre, le match reste bloqué sur le score de 2-2. Les attaquants hongrois poussent le jeu vers l'avant pendant toute la seconde mi-temps, sans parvenir toutefois à reprendre l'avantage. Le gardien allemand Toni Turek arrête de nombreux essais hongrois,.
Le match bascule à la 84e minute. Helmut Rahn récupère le ballon à l'entrée de la surface, crochète et frappe à ras de terre du pied gauche ; son tir piège Gyula Grosics, le portier hongrois. Le but de Rahn, qui donne l'avantage aux Allemands, est instantanément qualifié de miracle par les journalistes allemands. Par métonymie, le « Miracle de Berne » (Das Wunder von Bern) est désormais généralement retenu comme surnom de la rencontre,.
Dans les derniers instants du match, à la 86e minute, Puskás marque pour la Hongrie, mais il est signalé en position de hors-jeu et le but est refusé. Le match s'achève « dans la folie » : les Hongrois essayent frénétiquement d'égaliser sans y parvenir. L'Allemagne de l'Ouest devient championne du monde.

### Statistiques
Aucune expulsion n'est prononcée lors de ce match. Le seul match de la Coupe du monde de 1954 où sont prononcées des expulsions est le quart de finale du 27 juin 1954 opposant la Hongrie au Brésil, surnommé Bataille de Berne en raison de sa violence inhabituelle. Il convient de noter que les cartons jaunes et rouges signalant respectivement avertissements et expulsions ne sont inventés qu'en 1966, soit douze ans plus tard.
Le match, au cours duquel cinq buts sont marqués, est légèrement en dessous de la moyenne de la compétition, à savoir 5,4 buts par match. Les deux équipes ont marqué moins que lors de leurs autres matchs : la moyenne de la Hongrie pendant le tournoi se montant à 5,4 buts par rencontre, celle de l'Allemagne à 4,17 buts par match.

## Conséquences et réactions

### Réactions

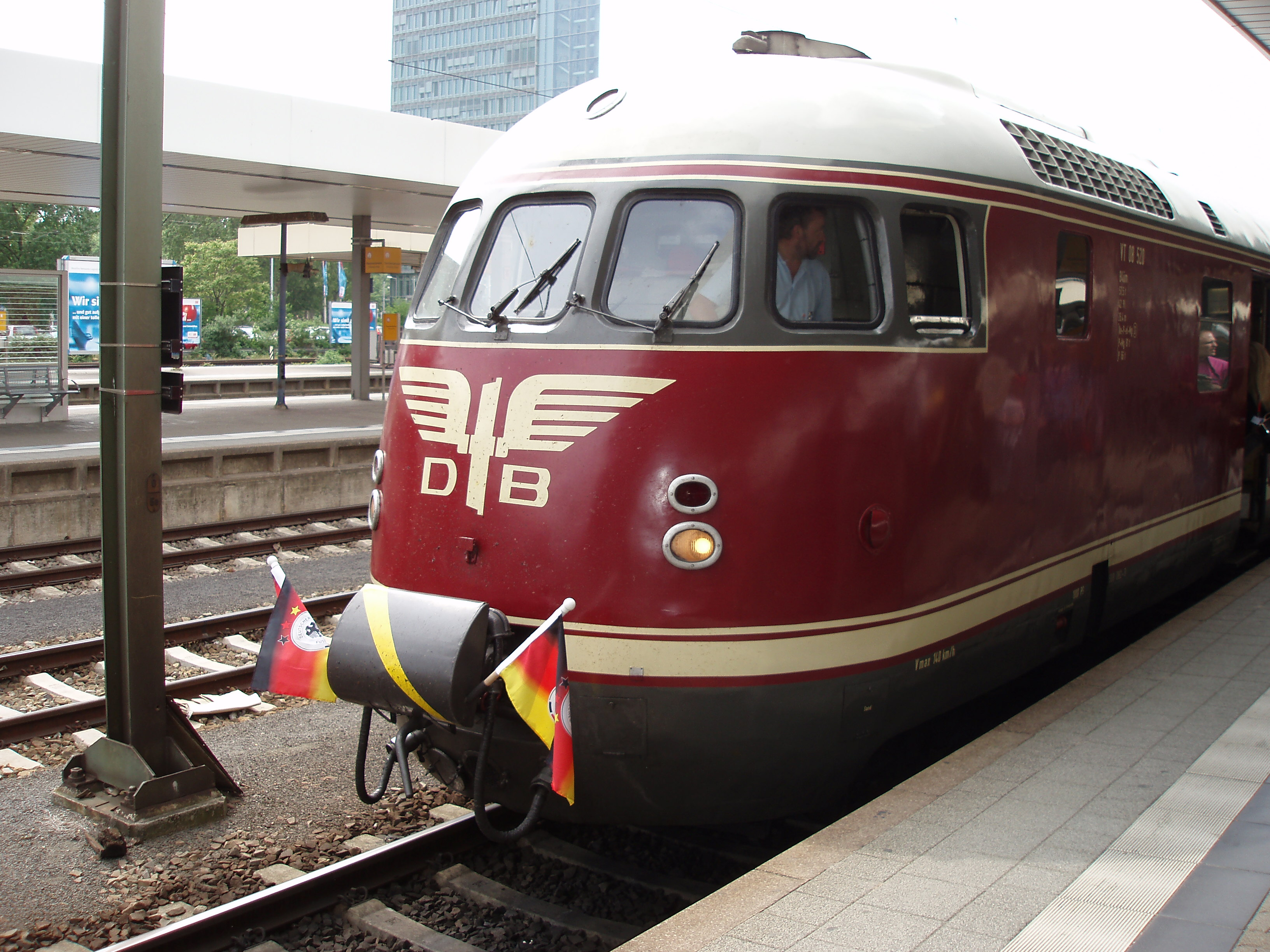
Le Weltmeisterzug (en français : train des Champions du monde).

La victoire entraîne une liesse populaire considérable en RFA. La symbolique de ce titre mondial, bien que sportif, aide les Allemands à tourner définitivement la page du nazisme. Pour la première fois depuis 1945, les Allemands ressortent les drapeaux nationaux sans honte et sans accusation de nationalisme. De ce fait, le « Miracle de Berne » met fin à la crise identitaire profonde qui touchait l'Allemagne depuis la fin de la guerre. À leur retour, les « Héros de Berne » sont célébrés par plus de 500 000 personnes sur la Marienplatz de Munich. Des dizaines de milliers d'Allemands se massent dans les gares pour saluer le train transportant les footballeurs champions du monde, dont 300 000 rien que le long des voies ferrées bavaroises. Au stade olympique de Berlin, devant 80 000 personnes, les joueurs sont décorés par le président fédéral Theodor Heuss et reçoivent la Silbernes Lorbeerblatt, la plus haute distinction sportive en Allemagne.
Peco Bauwens, président de la DFB, s'empresse après la victoire d'annoncer le retour de l'Allemagne sur la scène internationale, avant que ses propos ne soient tempérés par Theodor Heuss lui-même, qui craignait une mauvaise interprétation du point de vue de Bauwens. Peu après, les responsables de la CDU affirment : « Remporter ce championnat a été un exploit grandiose, mais il ne faut pas considérer cela d'un point de vue nationaliste. Ce n'est qu'un jeu », ceci dans le but de rassurer les Alliés sur les intentions de l'Allemagne après la Coupe. Claude Mauler, journaliste de la Feuille d'avis de Neuchâtel écrit « l'hymne allemand [...] eut quelque chose de grandiose et d'inquiétant à la fois... ».
La déception pour le peuple hongrois est immense et le match est surnommé en Hongrie « le cauchemar de Berne ». Eugène Parlier, le gardien de l'équipe de Suisse, juge que « c'était triste de voir une telle équipe sombrer comme ça ». La défaite hongroise est considérée partout en dehors d'Allemagne comme significativement injuste, ce qui amènera le journaliste et historien Didier Braun à affirmer « Hormis en Allemagne, [...] c’est la défaite de la Hongrie qui a été pleurée ce jour-là, et classée pour l’éternité parmi les plus grandes injustices du sport mondial ».
Le soir de la défaite, des centaines de milliers de Hongrois, pour qui le football constituait une sorte d'« échappatoire » dans un pays contrôlé par un régime dur et autocratique, descendent dans les rues pour manifester. Si officiellement, il ne s'agit que d'un mouvement de déception générale, ces manifestations ont en réalité une forte portée politique d'opposition au régime et Gyula Grosics affirmera plus tard que la défaite de 1954 a « planté les graines » de la révolution hongroise de 1956.
En Hongrie, la participation de Ferenc Puskás à la finale a entraîné de nombreuses controverses. En effet, Puskas avait été sérieusement taclé par Werner Liebrich au premier tour et le mercredi avant la finale, le médecin de l'équipe hongroise aurait affirmé que ce serait un miracle si Puskas retrouvait un niveau de forme suffisant pour jouer le dernier match de la compétition. Sa participation a été analysée comme l'une des « pires erreurs de l'histoire de la Coupe du monde » et l'écrivain anglais Brian Glanville dira plus tard du tacle que c'est « le coup de pied qui gagna la Coupe du monde »,.
L'arbitrage du britannique William Ling a également été l'objet de polémique. Certains lui ont reproché d'avoir une part de responsabilité dans la défaite hongroise en ayant exercé un arbitrage favorable aux Allemands. Ling a arbitré les deux matchs opposant les deux équipes. Au premier tour, il n'a pas sanctionné Liebrich après qu'il a gravement touché Puskas. En finale, il invalide le troisième but hongrois, synonyme d'égalisation, pour un hors-jeu qualifié par quelques-uns d'« imaginaire ». Le journaliste du Point François-Guillaume Lorrain estime que l'arbitre aurait peut-être cherché à laver « l'humiliation » de l'équipe d'Angleterre, battue 6-3 à Wembley en novembre 1953. Cependant les images d'archives laissent entrevoir qu'il y avait bien hors-jeu. En outre l'arbitre invalide le but non pas de son propre fait mais en suivant le signalement de l'arbitre de touche Benjamin Griffiths qui était le mieux placé pour juger de l'action. Enfin les reproches faits à l'arbitre sont loin d'être unanimes : le 5 juillet 1954, la Feuille d'avis de Neuchâtel écrit « les deux équipes livrèrent une partie absolument correcte, très bien arbitrée par l'Anglais W. Ling ». Le même jour, dans L'Équipe, Gabriel Hanot juge que William Ling a livré un « bon arbitrage ».
L'acteur français passionné de football Francis Huster analyse la défaite hongroise comme la résultante d'un « dramatique péché d'orgueil », que l'équipe hongroise, invaincue depuis 31 matchs, aurait sous-estimé son adversaire et serait partie jouer comme si le match était gagné d'avance.

### Conséquences

#### Le mythe du Onze d'Or hongrois
Le gardien hongrois Gyula Grosics, considéré comme responsable de la défaite, est accusé à tort d'espionnage pour l'Ouest et est mis à l'écart de l'équipe.
La finale de 1954, seule défaite sur quarante-huit rencontres entre le 14 mai 1950 et le 19 février 1956, est en partie à l'origine de l'aspect « mythique » de l'équipe de Hongrie de cette période. Cette image découle non seulement des qualités techniques révolutionnaires de cette équipe, mais également de sa fin malheureuse, conséquence de cette défaite en finale de la Coupe du monde 1954 jugée « profondément injuste » par l'opinion publique, mais également d'un contexte politique tendu, la disparition du Onze d'or étant aussi liée aux événements de 1956 en Hongrie, même si des signes de faiblesse pouvaient déjà être observés avant l'insurrection. Puskas affirmera ainsi « En six ans, nous n’avons perdu qu’un match mais c’était le plus important ».
Aussi, après la finale, l'équipe de Hongrie périclite lentement. Dispersée après les événements de 1956, elle échoue de justesse au premier tour en 1958 en Suède. Le réalisateur suisse Jean-Christophe Rosé résume ainsi l'origine de la mythologie entourant cette équipe de Hongrie : « Parce qu'il s'agit peut-être de la meilleure de tous les temps et qu'elle ne gagnera jamais la Coupe du monde ». De plus, le niveau inférieur de l'équipe dans les décennies suivantes, spécialement depuis la fin des années 1980 alors qu'elle ne parvient plus à se qualifier pour la phase finale du mondial, contribue à renforcer l'image « mythique » de l'équipe des années 1950.

#### Évolutions techniques, tactiques et stratégiques

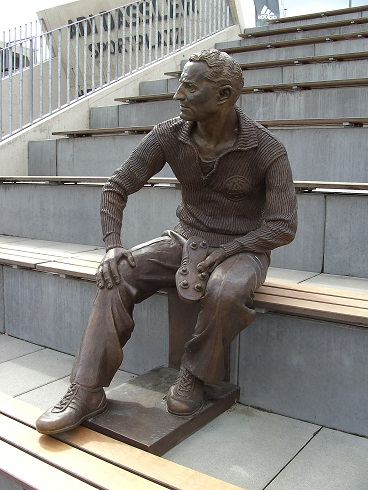
Adolf Dassler, représenté avec ses crampons révolutionnaires.

La finale de Berne est la consécration de la stratégie mise en place tout au long de la compétition par le sélectionneur allemand Sepp Herberger. Celui-ci fait tourner son effectif de manière à conserver la forme physique de ses joueurs pendant le tournoi, et va jusqu'à aligner une équipe volontairement plus faible lors du match de poule face à la Hongrie, sachant qu'elle aurait un match d'appui facile à gagner ensuite pour accéder aux quarts de finale. La Hongrie, dont l'effectif était plus restreint, n'a pas fait de calcul : aisément qualifiée au premier tour et jouant sur ses points forts, elle s'est heurtée à une éprouvante opposition, nerveuse et physique en quart, intense jusqu'au bout de la prolongation en demi-finale, ce qui peut expliquer en partie sa défaite finale.
La victoire allemande est également associée aux innovations technologiques amenées par l'ingénieur allemand Adi Dassler, fondateur de l'entreprise Adidas. Ce dernier équipe les joueurs de chaussures légères à crampons à vis, interchangeables et adaptables, qui leur donnent un avantage technique non négligeable sur leurs adversaires, notamment sous la pluie battante qui tombe sur Berne le jour de la finale. Les autres équipes utilisaient en effet des chaussures à crampons « boutons », fixés à des semelles en cuir dures et lourdes, qui offraient moins de stabilité sur l'herbe mouillée. L'importance de cette innovation dans la victoire allemande est telle que Sepp Herberger insistera pour qu'Adi Dassler pose avec les joueurs pour la photographie officielle de la finale. Le prestige de la victoire allemande en finale jouera un grand rôle dans l'émergence d'Adidas comme référence pour les articles de sports.
Au niveau tactique, deux visions différentes s'opposent : d'un côté, l'école Vienne-Prague-Budapest (dont le jeu est parfois qualifié de « danubien »), représentée par l'équipe de Hongrie. De l'autre, un jeu pragmatique et fermé, représenté par l'équipe d'Allemagne. L'équipe de Hongrie avait démontré en 1953, lors du « Match du siècle » en Angleterre, l'obsolescence de l'organisation en « WM » largement employée depuis les années 1920, qui se montre insuffisante face au 4-2-4 des Hongrois, où les fonctions de l'avant centre et des deux inters sont inversées. Ces derniers montent sur le front de l'attaque tandis que l'avant centre passe en position reculée derrière les quatre avants. La manière de défendre est redéfinie, collectivement, au moyen d'un marquage de zone et avec le recul d'un demi dans la ligne d'arrières en situation défensive,,.
Le lendemain du match, le Journal de Genève cherche à analyser la victoire allemande en proposant l'hypothèse controversée du succès intemporel du WM ; le quotidien suisse relativise toutefois en évoquant les déboires actuels de l'équipe d'Angleterre.

### Soupçons de dopage
Le jour de la finale, le joueur hongrois Ferenc Puskás accuse publiquement l'équipe d'Allemagne de l'Ouest de dopage. Cette prise de position lui vaudra par la suite une interdiction d'entrée sur le territoire de la République fédérale allemande. En raison de cette interdiction, le Real Madrid ne pourra l'intégrer au groupe parti en RFA pour jouer la finale de la Coupe des clubs champions européens 1958-1959, au Neckarstadion de Stuttgart.
Un indice tendant à prouver qu'il y avait eu des injections de produits suspects est la jaunisse qui toucha certains champions du monde en 1954. Une enquête menée en octobre 1954 a démontré que la majorité des joueurs avaient souffert de troubles hépatiques après la finale. Richard Herrmann meurt en 1962 d'une cirrhose, conséquence d'une hépatite C contractée peu après la victoire à Berne. De même, le décès de Werner Liebrich peut être interprété comme corollaire d'un ictère consécutif à la finale.
Le 30 avril 2004, à l'occasion des 50 ans de la finale, le quotidien allemand Bild titre « Die Helden von Bern alle gedopt ? » (en français : Les héros de Berne étaient-ils tous dopés ?), provoquant un scandale dans le monde du football allemand. L'article du Bild soupçonne clairement le traitement à base de vitamine C que les joueurs de Sepp Herberger suivaient de contenir en réalité de la pervitine ou du captagon, des amphétamines, substances psychotropes. Selon le journaliste allemand Waldemar Hartmann, il est « typiquement allemand » que de chercher à dénigrer les exploits du passé, les soupçons de dopage planant sur la finale de 1954 s'inscrivant dans ce type de démarche. Cette même année 2004, le joueur Horst Eckel se défend en affirmant que les injections ne contenaient que du sucre.
En 2010, une étude universitaire commandée par le Deutscher Olympischer Sportbund (Comité national olympique allemand) et menée par l'Université de Leipzig affirme dans son rapport que les joueurs allemands auraient effectivement pris de la pervitine durant la compétition et en particulier avant la finale,. Cette drogue psycho-stimulante était, selon le rapport, effectivement présentée aux joueurs comme un traitement à base de vitamine C.
Le rapport de 2010 s'inscrit dans une démarche du comité olympique allemand visant à « faire le ménage dans l'histoire d'un sport allemand entaché, à l'est comme à l'ouest, de nombreuses irrégularités ». Ainsi, c'est un événement fondateur de l'Allemagne contemporaine et de son identité qui est remis en cause par ce rapport, causant moult discussions dans la société allemande.

## Aspects socio-économiques

### Interprétations

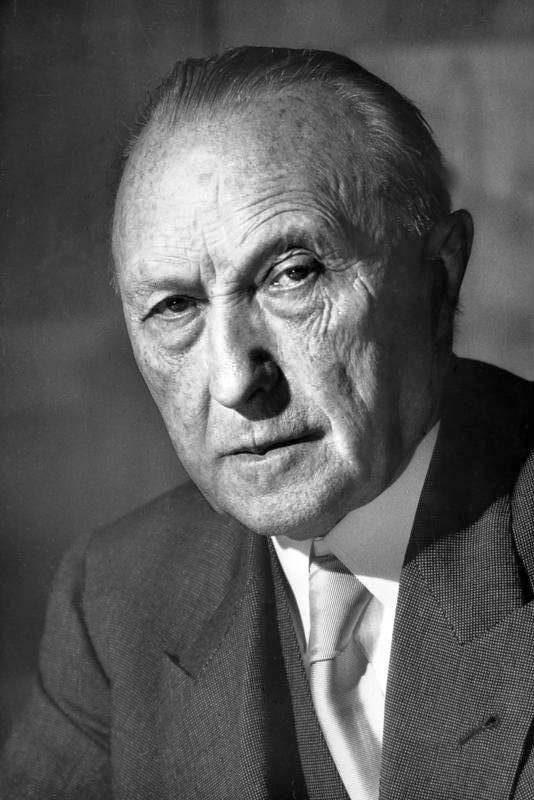
Konrad Adenauer, chancelier depuis 1948 et principal artisan du renouveau allemand.

En raison du fort impact symbolique de la victoire allemande en finale de la Coupe du monde de football de 1954, celle-ci a été très largement interprétée par la suite.
Cette victoire de l'Allemagne de l'Ouest scelle le retour du pays sur la scène politique internationale, dont il avait été banni avec l'effondrement du Troisième Reich. Le pays retrouve également « sa fierté », fortement ébranlée par le conflit mondial. Rétrospectivement, la victoire de 1954 peut être mise en perspective avec d'autres victoires de l'équipe nationale allemande en Coupe du monde, également corrélées avec des moments forts de l'histoire de l'Allemagne. En effet, si la victoire de 1954 correspond au retour du pays dans les affaires politiques européennes et internationales, celle de l'édition 1974 s'inscrit dans le contexte fort de l'Ostpolitik menée par Willy Brandt, et celle de 1990 intervient alors que la réunification allemande est en phase de concrétisation. Par opposition, selon le spécialiste du football allemand Uli Hesse, celle de 2014 fait figure d'exception puisqu'elle ne fait que récompenser une génération de footballeurs talentueux dont le style contraste avec le football « rude, pragmatique et ennuyeux » des générations précédentes, notamment celle de 1990.
Aussi, ce match de football est considéré comme « un acte fondateur pour l'Allemagne », selon Laurent Tissot, professeur d’histoire contemporaine à l’Université de Neuchâtel. Cette « victoire pacifique », contrastant avec le souvenir encore brûlant de la Seconde Guerre mondiale, marque, selon le politologue Arthur Heinrich et l’historien Joachim Fest « la réelle naissance de la République fédérale d’Allemagne ». Le chancelier allemand Helmut Kohl corroborera plus tard en proposant l'expression "Wir sind wieder wer"-Gefühl (en allemand : « sentiment d'être redevenu quelqu'un ») pour qualifier l'atmosphère en Allemagne après la finale,.

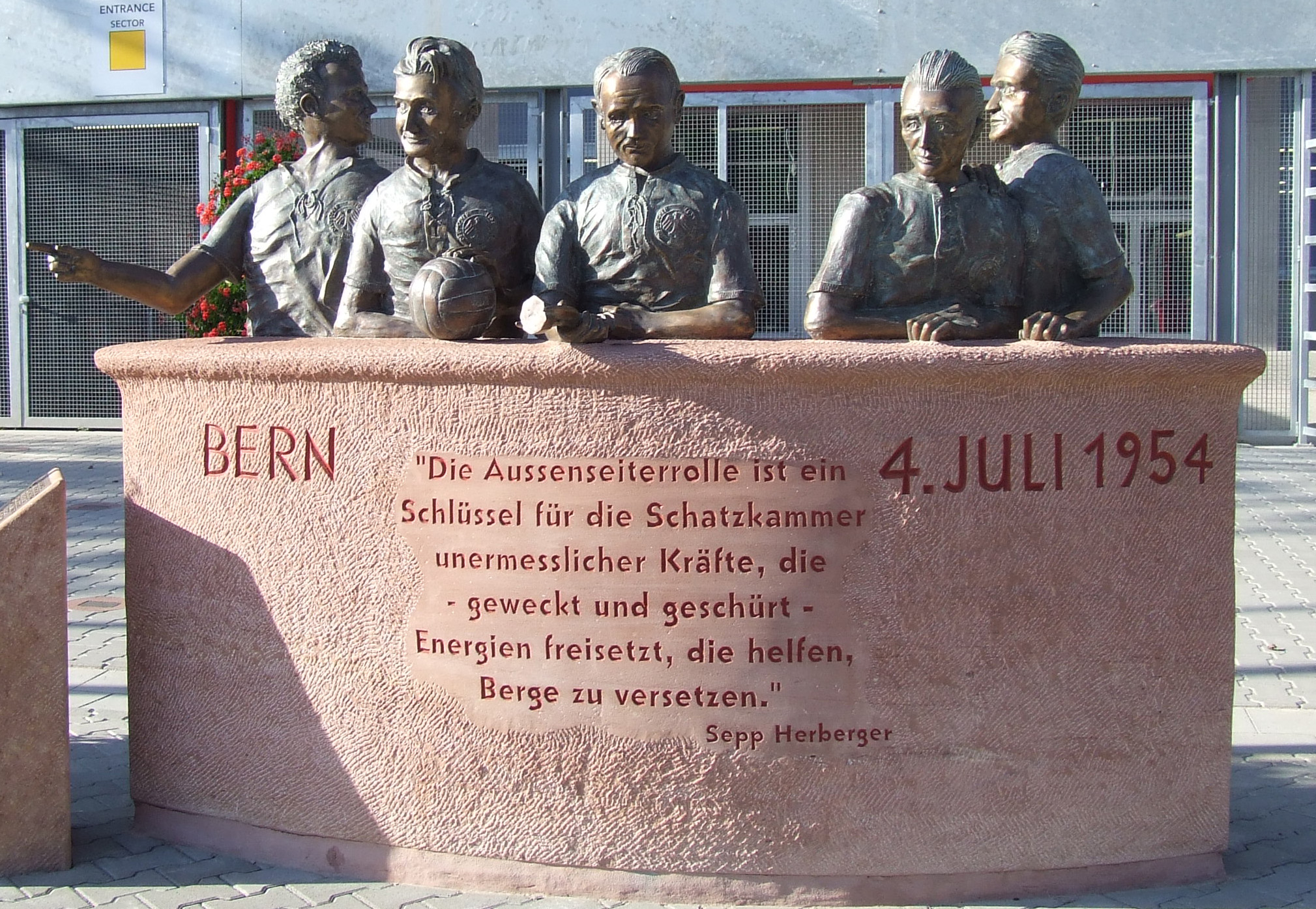
Monument célébrant la victoire de 1954, devant le Fritz-Walter-Stadion de Kaiserslautern.

Plus largement, le « Miracle de Berne » s'inscrit dans une série de miracles réels ou escomptés depuis 1945. À la fin de la Seconde Guerre mondiale, les Allemands croyaient en un « miracle militaire » qui ne s'est finalement pas produit. Par la suite, Konrad Adenauer a été surnommé « le vieillard miraculeux », étant lui-même en partie à l'origine du miracle économique allemand. En plus de l'appellation courante « Miracle de Berne », le match est également surnommé « Mythe de Berne » en Allemagne.
La finale de 1954 a également été interprétée dans le contexte plus large de la Guerre froide. Si la victoire de l'équipe de Hongrie sur l'équipe de Yougoslavie aux Jeux olympiques de 1952 a été considérée comme une victoire du communisme stalinien sur le titisme, communisme « déviationniste », la victoire de l'Allemagne de l'Ouest sur la Hongrie en 1954 est interprétée comme une victoire symbolique du Bloc occidental sur le Bloc de l'Est.

### Couverture médiatique
Le match est retransmis en direct à la radio allemande. Le commentaire du journaliste de la Norddeutscher Rundfunk Herbert Zimmermann lors du dernier but est passé à la postérité : « De l'arrière Rahn devrait tirer… Rahn tire… But ! But ! But ! »,. De son commentaire, les Allemands retiennent également ses mots juste après le coup de sifflet final : « Aus, aus, aus! Das Spiel ist aus! Deutschland ist Weltmeister! » soit « Fini, fini, fini ! Le match est fini ! L'Allemagne est championne du monde ! ». Zimmermann, qui avait été tiré au sort pour commenter le match, est considéré en Allemagne comme un reporter « mythique », voire comme « le douzième homme de Berne ».
Cette rencontre entre l'équipe de Hongrie et l'équipe de RFA est également la première finale de Coupe du monde de football à être entièrement retransmise en direct à la télévision,. En 1954, il y avait environ 20 000 postes de télévision en Allemagne de l'Ouest. Les commentaires en allemand de la retransmission télévisée sont également ceux de Zimmermann. Que ce soit à la radio ou à la télévision, les commentaires de Zimmermann « électrisent les masses de l'Allemagne de l'après-guerre ».
En Allemagne de l'Ouest, la presse écrite couvre largement l'événement. Le 7 juillet 1954, le journal Der Spiegel compare l'atmosphère d'allégresse que provoque l'événement aux Jeux olympiques d'été de 1936, organisés à Berlin. Ceux-ci ayant été fortement instrumentalisés par le régime nazi, la comparaison provoque rapidement un scandale. Le journal Die Welt titre « Un triomphe sans précédent - Devant cette force, la Hongrie capitule ».
En Suisse, le Journal de Genève n'aborde le match qu'à la huitième page et titre « Surprise à Berne sous la pluie - L'Allemagne bat la Hongrie fatiguée et s'attribue avec brio le titre de champion du monde ». Le Journal de Genève explique la défaite par la fatigue physique des Hongrois ainsi que par la météo défavorable. La participation de Puskás est également mise en cause. La Gazette de Lausanne annonce modestement l'événement par un encadré sur la première page : « Lire en page 5 - La finale de la Coupe du monde - Reportage, échos et commentaires de nos envoyés spéciaux ». Le quotidien accorde toutefois une page entière à la finale et au match pour la troisième place. Selon l'envoyé du journal, la victoire allemande repose sur une défense solide, se cristallisant sur les joueurs Werner Liebrich et Toni Turek. L'auteur de l'article précise néanmoins que « les Hongrois n'ont rien perdu de leur prestige » et que c'est davantage l'Allemagne qui s'est surpassée que la Hongrie qui a péché. La Feuille d'avis de Neuchâtel aborde pour sa part largement l'événement dès la première page, qualifiant la victoire allemande de « surprenante ».
Les journaux européens usent de comparaisons militaires pour décrire l'événement. Le Manchester Guardian, journal britannique, écrit à propos de la finale « La terrible attaque allemande constitua un véritable retour à l'ancien Blitz-Krieg ». De même, le quotidien italien La Gazzetta dello Sport écrit « C'était de nouveau l'Allemagne tout crachée. L'imprévisibilité teutonne s'est à nouveau furtivement glissée sur les terrains de football... ».
Le 5 juillet 1954, le journal espagnol El Mundo Deportivo titre simplement « L'Allemagne triomphe en finale ». Le journal parle d'événement « sensationnel » et compare la défaite hongroise à celle du Brésil quatre ans plus tôt, en 1950. Le quotidien sportif français L'Équipe titre pour sa part « L'Allemagne inflige à la Hongrie sa première défaite depuis 1950 et devient ainsi championne du monde ».

### Culture populaire

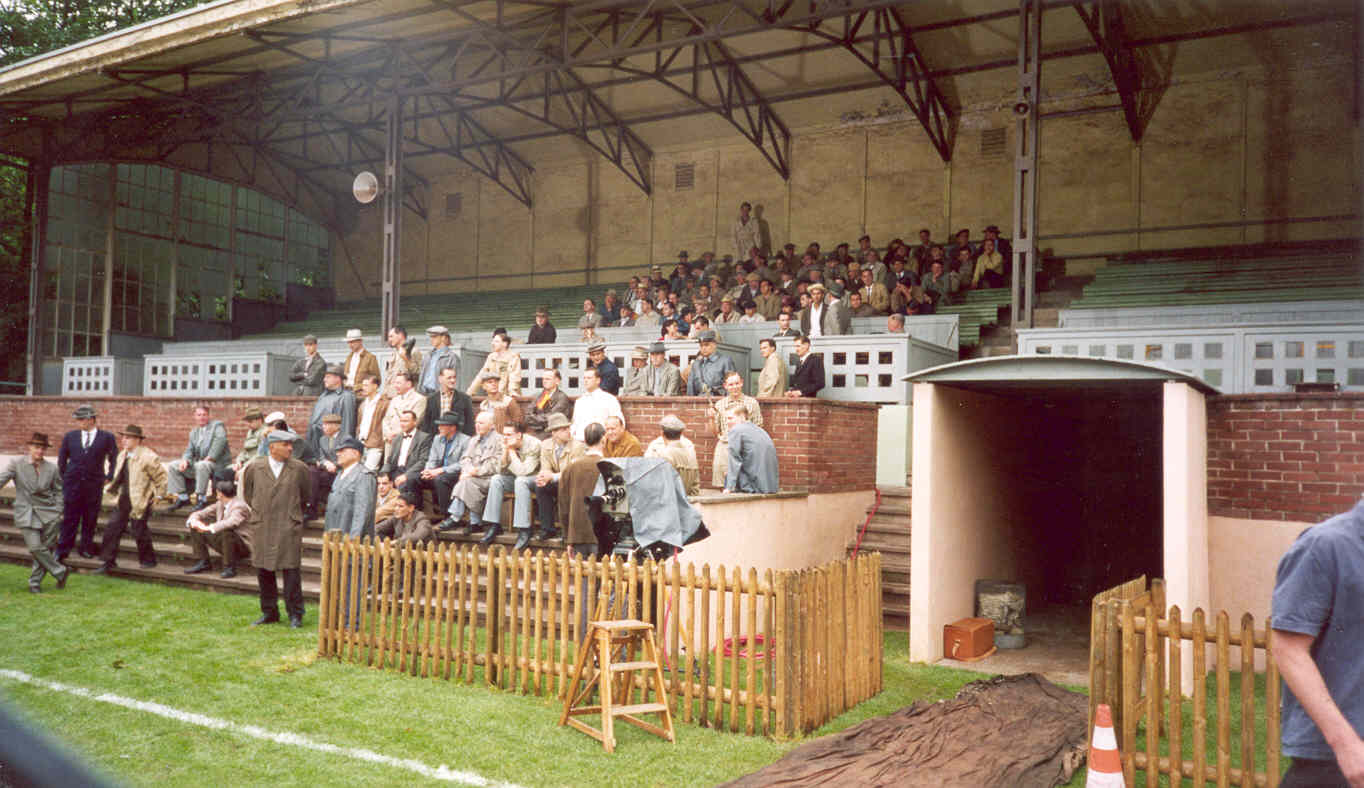
Köln-Weidenpesch, tournage d'une scène de foule pour le Stade du Wankdorf reconstitué par l'informatique.

En 1979, le film Le Mariage de Maria Braun du cinéaste allemand Rainer Werner Fassbinder suit le destin d’une femme pendant les années de reconstruction que les références diégétiques situent entre 1943 et 1954. La dernière scène, juste avant l'explosion tuant le personnage principal et son mari, a pour ambiance sonore les commentaires de Herbert Zimmermann.
En 1994, l'écrivain allemand Friedrich Christian Delius publie le récit Der Sonntag, an dem ich Weltmeister wurde (édité en français en 2008 sous le titre Le Dimanche où je suis devenu champion du monde), dont le thème est le « Miracle de Berne ».
Sorti en 2003, le film allemand Le Miracle de Berne (titre original : Das Wunder von Bern) traite directement de la Coupe du monde 1954. Si le film est centré sur le parcours de l'équipe de l'Allemagne de l'Ouest, en pleine reconstruction après la Seconde Guerre mondiale, il évoque logiquement les deux matchs contre la sélection hongroise. Le film met l'accent sur l'avantage technique des Allemands par rapport au terrain. En effet, avant le match, il avait beaucoup plu et le terrain était difficilement praticable. Mais, aidés par leurs crampons en bois vissés sous leurs chaussures Adidas, ils remportent la Coupe du monde, au détriment de la Hongrie. La cinéaste Sönke Wortmann essaye dans son film de recréer l'ambiance de la finale ainsi que l'euphorie qui s'ensuivit. Le synopsis du film se focalise sur Matthias Lubanski, fils d'une restauratrice d'Essen et d'un père soldat, toujours prisonnier en URSS. Matthias, qui n'a pas connu son père, prend Helmut Rahn, qui joue au Rot-Weiss Essen, comme figure paternelle de substitution. Le père de Matthias, Richard Lubanski, finit par rentrer de captivité mais éprouve des difficultés à se réintégrer à la famille. En arrière-plan de cette histoire se déroule la Coupe du monde de 1954 en Suisse. Le jour de la finale, Richard Lubanski prend sa voiture et emmène son fils à Berne pour soutenir Helmut Rahn, qui avait dit à Matthias qu'il ne gagnait que quand il était dans les tribunes. Rahn marque le but de la victoire peu après l'arrivée de Richard et Matthias Lubanski.
En 2003 également, trois étudiants de la Hochschule Offenburg (de), Florian Plag, Ingo Steidl et Martin Seibert, réalisent un film d'animation en volume de 11 minutes mettant en scène des Minifigs Lego rejouant la finale de 1954. L'ouverture se fait sur Carmina Burana puis le match se déroule avec les commentaires originaux d'Herbert Zimmermann. La technique utilisée est un stop-motion à six images par seconde et les décors sont entièrement en briques Lego, y compris le ballon.
En novembre 2014, le nouveau théâtre de Hambourg est inauguré avec la création d'une comédie musicale inspirée du film de Wortmann, titrée Das Wunder von Bern - Das Musical.